# チアチア語
チアチア語（チアチアご、ラテン文字: Bahasa Cia-Cia、ハングル: 바하사 찌아찌아）は、インドネシアスラウェシ島沖にあるブトゥン島南端の町バウバウ周辺で話されているオーストロネシア語族系の言語。南部ブトゥン語 (South Buton(ese)) とも呼ばれる。

## 概要
チアチア語話者は2005年の時点で約8万人である。ただし、ほとんどの者がほぼ同じ言葉のウォリオ語かインドネシア語も話せる。ウォリオ語は表記にアラビア文字を使い、一方でインドネシアの学校ではラテン文字しか教えないので、書き言葉としては使われなくなってきている。
チアチア語は南東スラウェシ州、ブトゥン島南部、ビノンコ島、バトゥアタス島などで使われている。伝説によると、ビノンコ島のチアチア語話者は、ブトゥン島のサルタンから派遣された軍の末裔である。
ブトゥン島の言語事情は複雑で、十分に調べられていない。方言として、Kaesabu、Sampolawa (Mambulu-Laporo)、Wabula、Masiriなどがある。Masiri方言は語彙も豊富である。Pesisir方言でghと発音するところ、Pedamalan方言ではrと発言する。ただしPedamalan方言は外来語の影響が強い。

## 表記法
チアチア語は昔はジャウィ文字系の文字グンドゥール文字で記されていた。この文字はアラビア語を元に、子音5文字を足したものである。

### ハングル採用
2009年、バウバウ市はチアチア語の表記文字として公式にハングルを採用するという決定を行い、ハングルで書かれた教科書も準備されて、3年生50人に配布されたと報じられた。
2011年10月、朝鮮日報はこのプロジェクトが頓挫したと報じ、プロジェクトを推進していた世宗研究所は2012年にバウバウ市の事務所を閉鎖し撤退した。
しかし2017年の時点でも、学校と地域表示板にハングルが使われ、活動を再開し、2022年に最初のチアチア語辞典が発表された。 ハングル版は2023年に出版される予定である。
以下の表記はすべて、チアチア語の表記法である。
| 子音     | ㄱ  | ㄲ  | ㄴ  | ㄷ  | ㅌ  | ㄸ   | ㄹ         | ᄙ*        | ㅁ  | ㅂ  | ㅸ**  | ㅍ  | ㅃ  | ㅅ  | ㅇ***       | ㅈ   | ㅉ   | ㅎ  |
| ローマ字 | g   | k   | n   | d   | dh  | t    | r ~ gh, l  | r ~ gh, l  | m   | b   | v ~ w | bh  | p   | s   | null, ’, ng | j    | c    | h   |
| IPA      | [ɡ] | [k] | [n] | [ɗ] | [d] | [t]  | [r ~ ʁ, l] | [r ~ ʁ, l] | [m] | [ɓ] | [β]   | [b] | [p] | [s] | [-, ʔ, ŋ]   | [dʒ] | [tʃ] | [h] |
| 母音     | ㅏ  | ㅔ  | ㅗ  | ㅜ  | ㅣ  | ㅡ   |            |            |     |     |       |     |     |     |             |      |      |     |
| ローマ字 | a   | e   | o   | u   | i   | null |            |            |     |     |       |     |     |     |             |      |      |     |

* ㄹの文字は /r/ を、ᄙの文字は /l/ を表す。ᄙが2字に分けて書かれることもあり、例えば빨리は前の字の最後のㄹと次の字の最初のㄹを合わせてpaliと発音される。세링はㄹが1つなのでseringとなる。冒頭の /l/ は無音字ㅡを利用して을ㄹ-のように書かれる。語尾の /l/ は単にㄹと書かれる。語尾の /r/ は無音字ㅡを利用して르と書く。そのため、例えば사요르はsayorとなる。
** 現在のハングルには [v] を表す文字が無いため、古ハングルのㅸの字母が復活して使われている。
*** ㅇは朝鮮語では [ŋ] を意味する。チアチア語の [ʔ] もㅇで表すため、文字では両者を区別できない。
文例:
아디 세링 빨리 노논또 뗄레ᄫᅵ시. 아마노 노뽀옴바에 이아 나누몬또 뗄레ᄫᅵ시 꼴리에 노몰렝오.
adi sering pali nononto televisi. amano nopo'ombae ia nanumonto televisi kolie nomolengo.
単語
数詞の1から10は:
| 数詞         | 1          | 2         | 3    | 4    | 5      | 6    | 7    | 8            | 9      | 10     |
| ラテン文字化 | dise, ise  | rua, ghua | tolu | pa'a | lima   | no'o | picu | walu, oalu   | siua   | ompulu |
| ハングル表記 | 디세, 이세 | 루아      | 똘루 | 빠아 | 을리마 | 노오 | 삐쭈 | ᄫᅡᆯ루, 오알루 | 시우아 | 옴뿔루 |

動詞
- 부리 buri (bughi) 書く
- 뽀가우 pogau 話す
- 바짜안 baca'an 読む[18][20]

名詞
- 까아나 ka'ana 家
- 시골라 sikola 学校
- 사요르 sayoro 野菜
- 보꾸 boku 本[21][22]

会話
- 따리마 까시 Tarima kasi. ありがとう
- 인다우 미아노 찌아찌아 Indau miano Cia-Cia. 私はチアチア語話者です
- 인다우 뻬엘루 이소오 Indau pe'elu iso'o. 好きです
- 모아뿌 이사우 Moapu sia'u. ちょっといいですか
- 움베 Umbe. はい
- 찌아 Cia. いいえ[23]